# Geir Ivarsøy
Geir Ivarsøy (27 de junio de 1957 - 9 de marzo de 2006) fue el jefe de programadores en Opera Software. Jon Stephenson von Tetzchner y él formaron parte del grupo de investigaciones de la compañía telefónica estatal noruega (ahora conocida como Telenor) donde desarrollaron el navegador web llamado Multitorg Opera. El proyecto fue abandonado por Telenor, pero en 1995 Geir y Jon obtuvieron los derechos sobre el software y formaron su propia compañía para continuar desarrollándolo. Este proyecto es lo que años más tarde sería conocido como Opera.
Geir Ivarsøy tiene el crédito de haber implementado en 1998 hojas de estilos en cascada en la versión 3.5 de Opera en apenas 3 meses.
En una junta directiva de 2004, Geir Ivarsøy expresó su deseo de renunciar como miembro directivo en Opera Software, pero aun así se mantuvo como miembro activo en la compañía. En junio de 2005 fue elegido como miembro del Comité de Nominaciones de la compañía.
Geir murió en marzo de 2006, tras una larga batalla contra el cáncer. Sus restos fueron enterrados el 17 de marzo de 2006 en la Iglesia Grefsen, en Oslo.
Las versiones más recientes del navegador web como son Opera 9, Opera 10, Opera 11, Opera 12, Opera 15 hasta sus últimas versiones, están dedicadas a su memoria; lo cual puede comprobarse escribiendo opera:about en la barra de direcciones del programa y al final de la página que aparece se lee la frase «En memoria de Geir Ivarsøy».